# Peter Fowler (physicien)
Pour les articles homonymes, voir Fowler.
Peter Fowler (27 février 1923 - 8 novembre 1996) est un physicien britannique.

## Biographie
Il est le fils du physicien Sir Ralph Howard Fowler, qui détermine l'état de la matière dans les étoiles naines blanches, et, par sa mère, le petit-fils d'Ernest Rutherford, qui a découvert le noyau atomique. Il est le père de Mary Fowler (géologue)
Fowler fait ses études à la Summer Fields School, au Winchester College, et sous la direction de Cecil Frank Powell à l'Université de Bristol.
Fowler étudie le rayonnement cosmique primaire, mesurant la présence de béryllium, de bore et de lithium dans les rayons cosmiques. Il développe des méthodes améliorées pour mesurer les rayons cosmiques, en utilisant des ballons à haute altitude et plus tard des jets, et étudie les risques de rayonnement du vol supersonique à haute altitude.
Il étudie les retombées radioactives de l'explosion de la centrale nucléaire de Tchernobyl en 1986 en Ukraine. Après l'attentat de Lockerbie en 1988, il développe une méthode fondée sur les neutrons thermiques pour contrôler les bagages des passagers.
Peter Fowler sert comme officier radar dans la RAF en temps de guerre (1942-1946). Après les débarquements du jour J, les bombardiers de la RAF subissent rapidement un brouillage intensif de leur système de navigation Gee par les Allemands. Fowler utilise ses compétences pour détecter les signaux d'interférence et, grâce à l'analyse, peut localiser la station responsable, qui est ensuite détruite. Il est rapporté que Goering a exigé une cour martiale pour ce que les puissances de l'Axe considéraient comme une violation de la sécurité ; elles ne pensaient pas qu'il était possible de localiser aussi rapidement une station de brouillage.
Peter remporte la médaille Hughes 1974 de la Royal Society « pour ses contributions exceptionnelles à la physique des rayons cosmiques et des particules élémentaires. »